# Willer-sur-Thur
Willer-sur-Thur (deutsch Weiler) ist eine französische Gemeinde mit 1758 Einwohnern (Stand 1. Januar 2022) im Département Haut-Rhin in der Region Grand Est (bis 2015 Elsass).

## Geografie
Willer liegt an der Thur zwischen Moosch und Bitschwiller-lès-Thann. Die Ausflugsstraße Route des Crêtes führt durch die Gemeinde, die Teil des Regionalen Naturparks Ballons des Vosges ist.

## Geschichte
Bis zur Französischen Revolution gehörte der Ort zum Amt Sankt Amarin (Vogtei Sankt Amarin) der Fürstabtei Murbach. Von 1871 bis zum Ende des Ersten Weltkrieges gehörte Weiler als Teil des Reichslandes Elsaß-Lothringen zum Deutschen Reich und war dem Kreis Thann im Bezirk Oberelsaß zugeordnet.

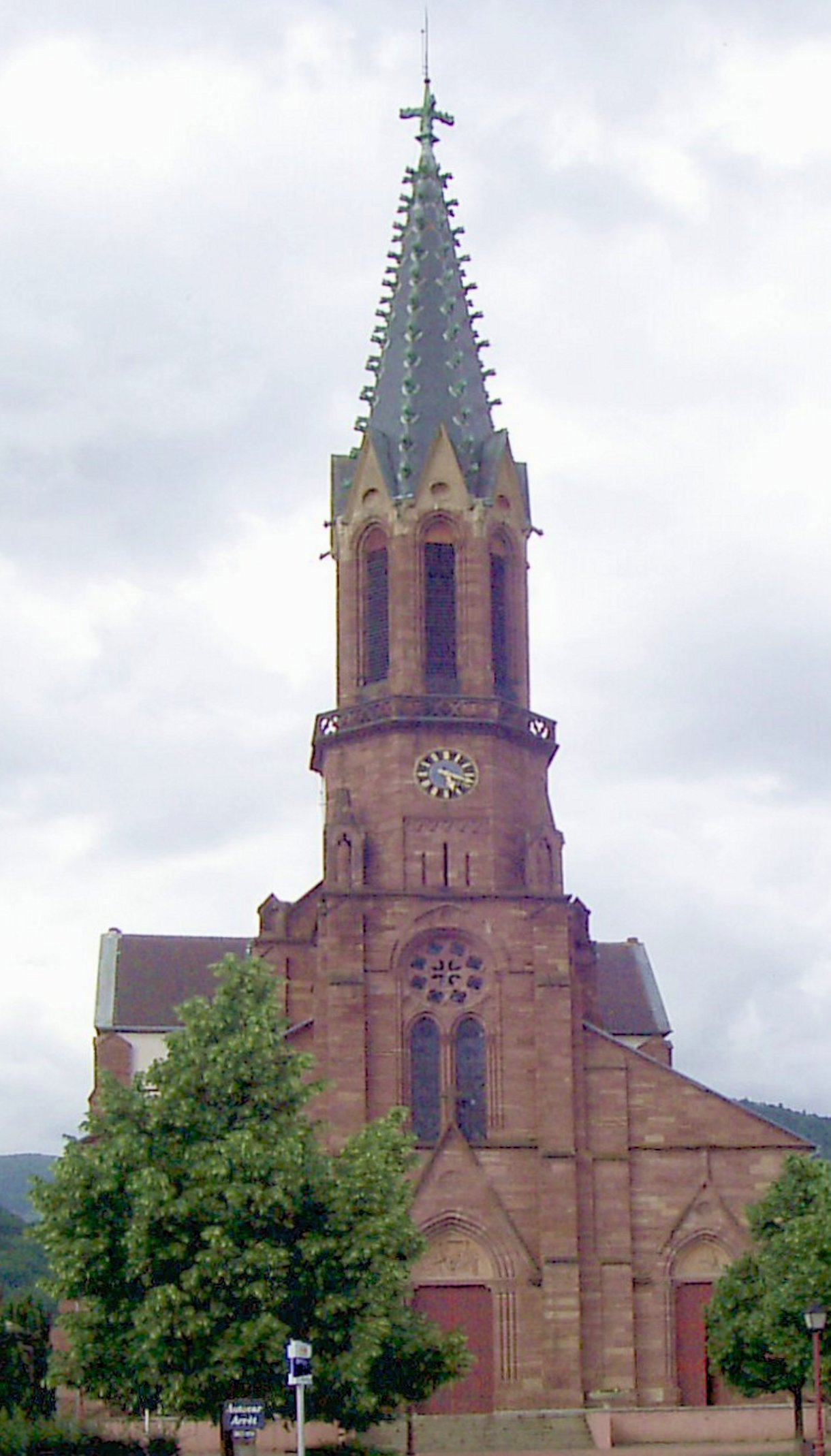
Kirche Saint-Didier
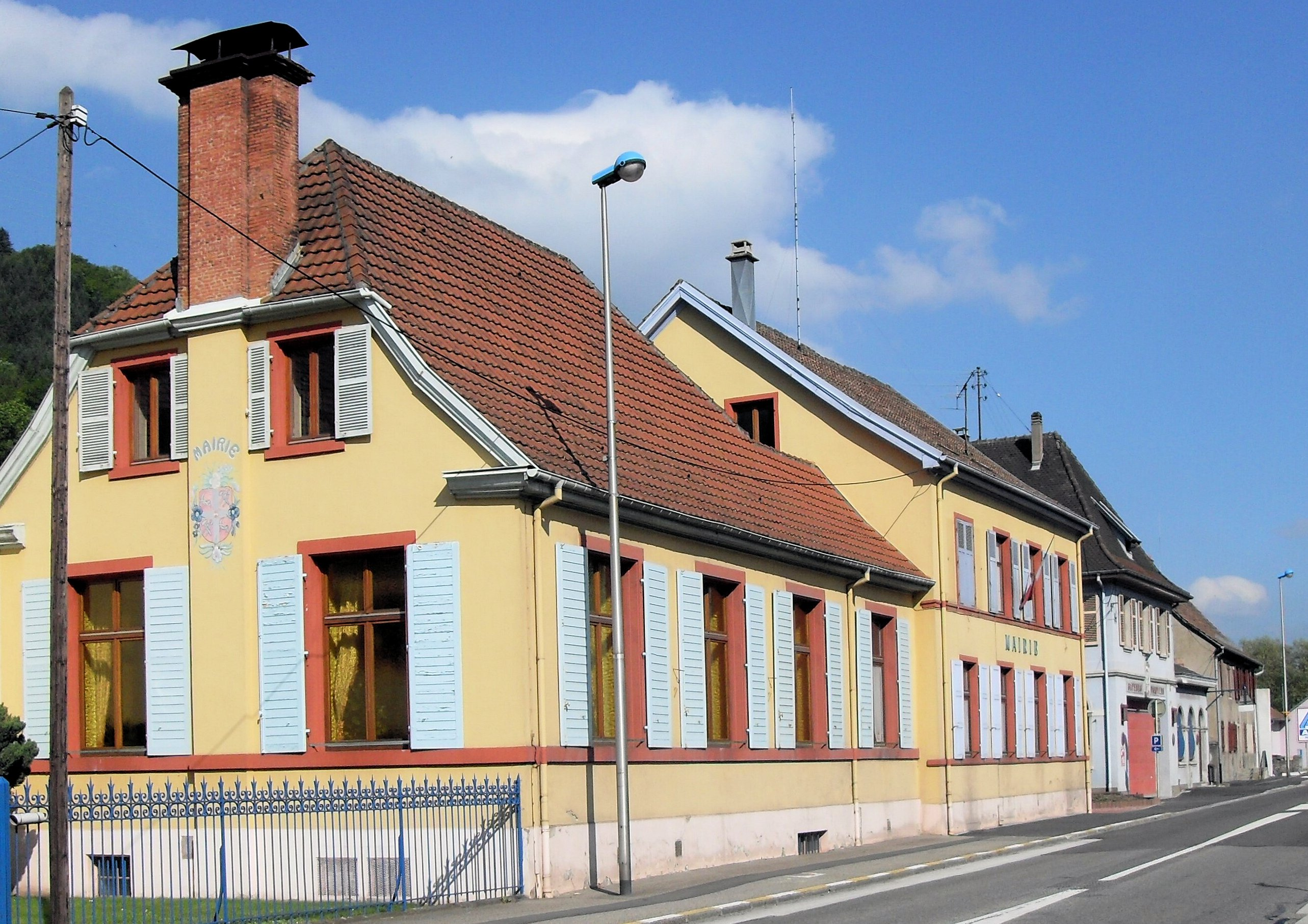
Rathaus
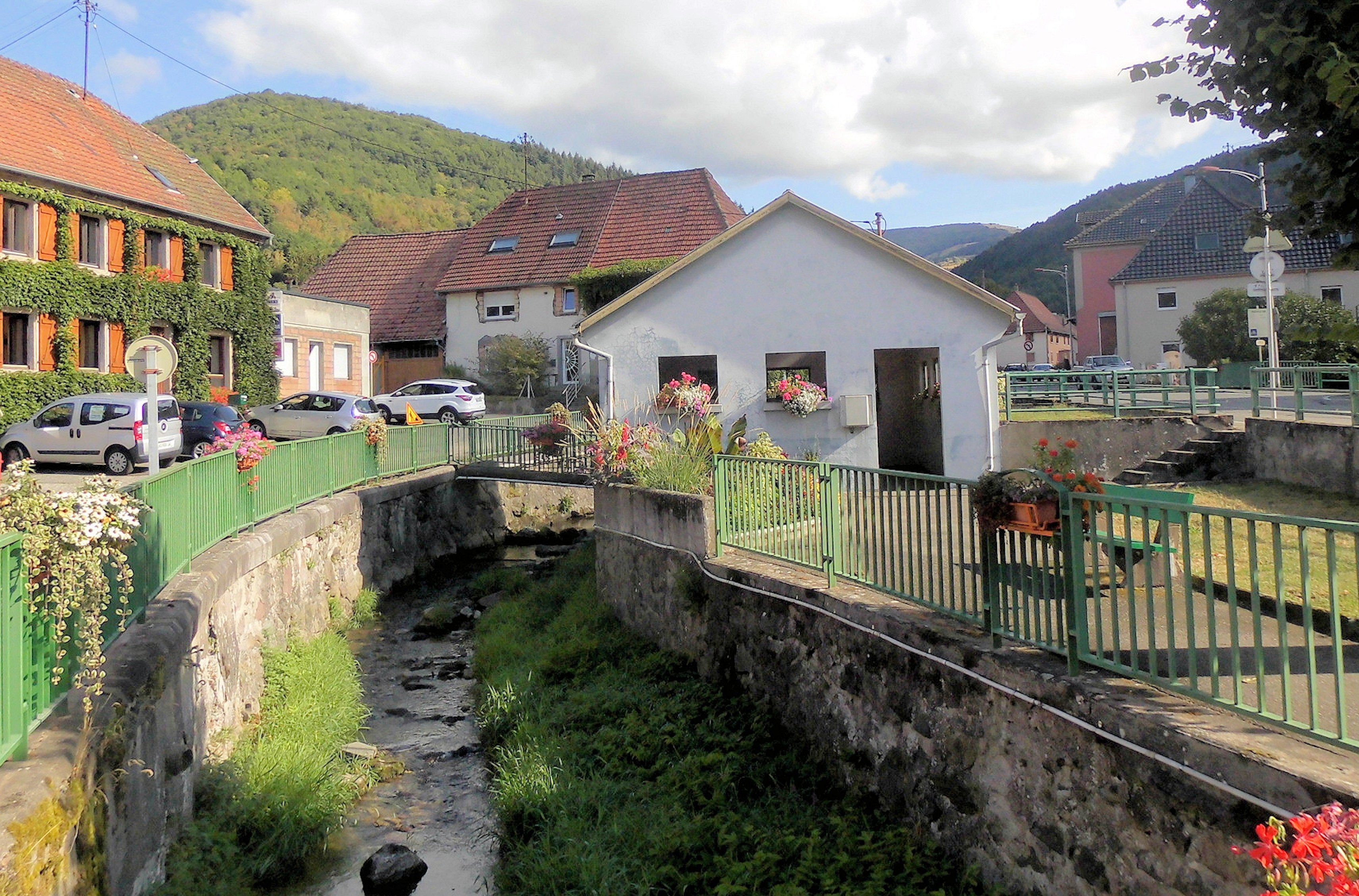
Lavoir

## Bevölkerungsentwicklung
| Jahr      | 1910 | 1962 | 1968 | 1975 | 1982 | 1990 | 1999 | 2007 | 2015 |
| Einwohner | 2031 | 1752 | 1828 | 1923 | 2019 | 1947 | 1875 | 1916 | 1853 |

## Nachweise
1. ↑  Georges Bischoff: Recherches sur la puissance temporelle de l’abbaye de Murbach (1229–1525) = Publications de la Société Savant d’Alsace et des Régions de l’Est. Série recherches et documents XXII. Libraire Istra, Strasbourg 1975, S. 81, 129, 159.
2. 1 2  Gemeindeverzeichnis Deutschland 1900 – Kreis Thann